# روبين فان بيرسي
روبين فان بيرسي (بالهولندية: Robin van Persie) (مواليد 6 أغسطس 1983)، هو لاعب كرة قدم هولندي سابق، كان يلعب في الدوري الهولندي الممتاز مع نادي فينورد في مركز الهجوم، و لمانشستر يونايتد، و أرسنال الإنجليزي، كما كان يشارك مع منتخب هولندا. ولد روبن فان بيرسي في شرق مدينة روتردام بهولندا، ويعتبر من أبرز المهاجمين.

## مسيرته الكروية

### فاينورد
بدأ روبين فان بيرسي مسيرته الاحترافية موسم 2001-2002 حيث شارك فيها مع الفريق 17 مرة ولم يسجل أي هدف، ولكن انطلاقته الحقيقية كانت في الموسم الذي يليه حينما شارك في 28 مناسبة مع الفريق الأول وسجل 16 هدف منها 9 في الدوري و 7 في بطولة الكأس، وفي موسم 2003-2004 الأخير له مع فاينورد وقبل انتقاله لصفوف نادي الأرسنال شارك روبين في 33 مناسبة مع الفريق الهولندي وسجل 6 أهداف فقط، لتكون حصيلته مع النادي 78 مباراة بواقع 22 هدف.

### أرسنال
قرر نادي أرسنال الإنجليزي توقيع عقد مع اللاعب في يناير عام 2005، وقد تهافتت طلبات الإنقال عليه من أندية أخرى مثل بي أس في آيندهوفن الهولندي، وفيردير بريمين الألماني، ونادي برشلونة الإسباني. بعد انتقاله لآرسنال بحدود 3 ملايين جنيه إسترليني في 17 مايو 2004، مدح موهبته مدرب آرسنال أرسين فينغر. لعب لأول مرة مع آرسنال في 8 أغسطس 2004 في الدرع الإنجليزي الخيري حينما فاز آرسنال على مانشستر يونايتد بثلاثة أهداف مقابل واحد. ويقال عنه أحياناً بأنه كبديل لدينيس بيركامب الذي كان في النادي حتى عام 2006.
في الأقسام الأولى لأول موسم له مع آرسنال، أمضى فان بيرسي معظم وقته في مقاعد الاحتياط. بعد ظهور قوي في إنجلترا، حصل على لقب أفضل لاعب في الشهر في الدوري الإنجليزي أكثر من مرة. مدد فان بيرسي عقد مع النادي شمال اللندني حتى عام 2011. كان يحمل بيرسي الرقم 10 في فريق آرسنال.

### مانشستر يونايتد
انتقل روبن فان بيرسي إلى مانشستر يونايتد مقابل 24 مليون جنية إسترليني في الانتقالات الصيفية لعام 2012 ولمدة اربع مواسم. أختار فان بيرسي القميص رقم 20 بعد أقنعه مساعد المدرب رينيه مولنتسين بانه سيساعد النادي لتأمين لقب الدوري 20. لعب لأول مرة في 20 أغسطس في الدقيقة 68 دقيقة كبديل عن داني ويلبيك في الخسارة 1-0 أمام إيفرتون. بعدها بخمسة أيام، ومع أول تسديدة له مع النادي، سجل أول هدف له مع مانشستر يونايتد وساهم في الانتصار 3-2 على فولهام.
في يوم 2 سبتمبر 2012، سجل أول هاتريك له مع مانشستر يونايتد في الفوز 3-2 على ساوثهامبتون، مما ساعد مانشستر يونايتد على العودة من الخسارة 2-1؛ وكان هدفه الثالث الهدف 100 له في الدوري الإنجليزي.
في 22 أبريل 2013، سجل هدف مثير للإعجاب في الشوط الأول ضمن هاتريك ضد أستون فيلا، مؤكدا لقب الدوري 20 لمانشستر يونايتد مع أربع مباريات مؤجلة. وجاء هدفه الثاني من تمريرة روني من وراء خط منتصف الطريق، الذي سددها في الشباك من خارج منطقة الجزاء.
أنصار مانشستر يونايتد صوتوا لفان بيرسي للحصول على جائزة السير مات باسبي للاعب السنة لموسم 2012–13.
ورشح فان بيرسي من قبل الاتحاد الأوروبي في قائمة مختصرة من 10 لاعبين لموسم 2012–13 لجائزة أفضل لاعب في أوروبا.

### فنربخشة
في 14 يوليو 2015، انضم فان بيرسي إلى فنربخشة مقابل 3.84 مليون جنيه استرليني لمدة ثلاث سنوات.

### فينورد
أعلن نادي فينورد اليوم الأحد 23 فبراير 2025 عن تعيين النجم الهولندي السابق روبن فان بيرسي مدربًا جديدًا للفريق، ليعود بذلك إلى النادي الذي بدأ واختتم فيه مسيرته الرياضية.

## مسيرته الدولية

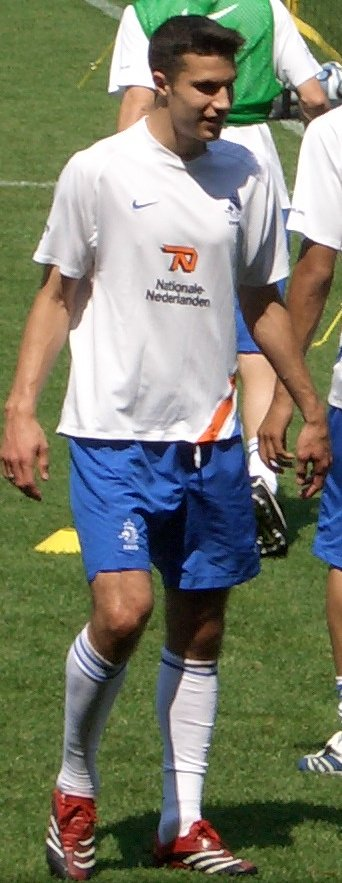
فان بيرسي في معسكر تدريبات المنتخب الهولندي

على الصعيد الدولي كان فان بيرسي قائداً لمنتخب هولندا لكرة القدم لأول مرة في مبارته مع منتخب رومانيا لكرة القدم في 4 يونيو 2005. واختير بيرسي لتمثيل بلاده ضمن منتخب هولندا المشارك في بطولة كأس العالم 2006 بواسطة المدرب ماركو فان باستن. أحرز أول هدف له في كأس العالم كان في مباراة هولندا ضد منتخب ساحل العاج في الدقيقة 23 من المباراة. شارك منتخب بلاده في كأس العالم 2014 بالبرازيل وأحرز هدفين في مباراتهم مع إسبانيا والتي انتهت 5–1 لصالح هولندا، وأحرز هدف في مباراة هولندا ضد أستراليا التي أنتهت 3–2 لصالح هولندا ليصعدوا لدور الـ16. وسجل أمام البرازيل في مباراة تحديد المركز الثالث التي انتهت 3–0 لصالح هولندا.

## حياته الشخصية
والدة روبن فان بيرسي معلمة، ووالده فنان. ترعرع في مدينة روتردام، هولندا حيث الكثافة السكانية العالية. بسبب مشاكله الدراسية، تم طرده من المدرسة عدة مرات. فان بيرسي متزوج من امرأة هولندية من أصل مغربي مسلمة تدعى بشرى البالي، لديهما ولد واحد اسمه شاكيل فان بيرسي ولد في 16 نوفمبر 2007 وابني اسمها ديانا وهما يعيشان في هامبستيد، بشمال لندن.

## الإحصائيات

### النادي
آخر تحديث 13 ديسمبر 2017.
| النادي          | الموسم       | الدوري           | الدوري | الدوري  | الكأس  | الكأس   | كأس السوبر | كأس السوبر | أوروبا | أوروبا  | أخرى   | أخرى    | المجموع | المجموع |
| النادي          | الموسم       | الدرجة           | الظهور | الأهداف | الظهور | الأهداف | الظهور     | الأهداف    | الظهور | الأهداف | الظهور | الأهداف | الظهور  | الأهداف |
| --------------- | ------------ | ---------------- | ------ | ------- | ------ | ------- | ---------- | ---------- | ------ | ------- | ------ | ------- | ------- | ------- |
| فاينورد         | 2001–02      | الدوري الهولندي  | 10     | 0       | 0      | 0       | —          | —          | 7      | 0       | —      | —       | 17      | 0       |
| فاينورد         | 2002–03      | الدوري الهولندي  | 23     | 9       | 3      | 7       | —          | —          | 2      | 0       | —      | —       | 28      | 16      |
| فاينورد         | 2003–04      | الدوري الهولندي  | 28     | 6       | 2      | 0       | —          | —          | 3      | 0       | —      | —       | 33      | 6       |
| فاينورد         | المجموع      | المجموع          | 61     | 15      | 5      | 7       | —          | —          | 12     | 0       | —      | —       | 78      | 22      |
| أرسنال          | 2004–05      | الدوري الإنجليزي | 26     | 5       | 5      | 3       | 3          | 1          | 6      | 1       | 1      | 0       | 41      | 10      |
| أرسنال          | 2005–06      | الدوري الإنجليزي | 24     | 5       | 2      | 0       | 4          | 4          | 7      | 2       | 1      | 0       | 38      | 11      |
| أرسنال          | 2006–07      | الدوري الإنجليزي | 22     | 11      | 1      | 0       | 0          | 0          | 8      | 2       | —      | —       | 31      | 13      |
| أرسنال          | 2007–08      | الدوري الإنجليزي | 15     | 7       | 0      | 0       | 1          | 0          | 7      | 2       | —      | —       | 23      | 9       |
| أرسنال          | 2008–09      | الدوري الإنجليزي | 28     | 11      | 6      | 4       | 0          | 0          | 10     | 5       | —      | —       | 44      | 20      |
| أرسنال          | 2009–10      | الدوري الإنجليزي | 16     | 9       | 0      | 0       | 0          | 0          | 4      | 1       | —      | —       | 20      | 10      |
| أرسنال          | 2010–11      | الدوري الإنجليزي | 25     | 18      | 2      | 1       | 3          | 1          | 3      | 2       | —      | —       | 33      | 22      |
| أرسنال          | 2011–12      | الدوري الإنجليزي | 38     | 30      | 2      | 2       | 0          | 0          | 8      | 5       | —      | —       | 48      | 37      |
| أرسنال          | المجموع      | المجموع          | 194    | 96      | 18     | 10      | 11         | 6          | 53     | 20      | 2      | 0       | 278     | 132     |
| مانشستر يونايتد | 2012–13      | الدوري الإنجليزي | 38     | 26      | 4      | 1       | 0          | 0          | 6      | 3       | —      | —       | 48      | 30      |
| مانشستر يونايتد | 2013–14      | الدوري الإنجليزي | 21     | 12      | 0      | 0       | 0          | 0          | 6      | 4       | 1      | 2       | 28      | 18      |
| مانشستر يونايتد | 2014–15      | الدوري الإنجليزي | 27     | 10      | 2      | 0       | 0          | 0          | —      | —       | —      | —       | 29      | 10      |
| مانشستر يونايتد | المجموع      | المجموع          | 86     | 48      | 6      | 1       | 0          | 0          | 12     | 7       | 1      | 2       | 105     | 58      |
| فنربخشة         | 2015–16      | الدوري التركي    | 31     | 16      | 5      | 5       | —          | —          | 12     | 1       | —      | —       | 48      | 22      |
| فنربخشة         | 2016–17      | الدوري التركي    | 24     | 9       | 4      | 4       | —          | —          | 7      | 1       | —      | —       | 35      | 14      |
| فنربخشة         | 2017–18      | الدوري التركي    | 2      | 0       | 0      | 0       | —          | —          | 2      | 0       | —      | —       | 4       | 0       |
| فنربخشة         | المجموع      | المجموع          | 57     | 25      | 9      | 9       | 0          | 0          | 21     | 2       | —\|    | —\|     | 87      | 36      |
| Career total    | Career total | Career total     | 398    | 183     | 38     | 27      | 11         | 6          | 98     | 29      | 3      | 2       | 548     | 248     |

1. ↑  تشمل درع الاتحاد الإنجليزي.

### المنتخب
آخر تحديث 31 أغسطس 2017.
| هولندا  | هولندا | هولندا  |
| العام   | الظهور | الأهداف |
| ------- | ------ | ------- |
| 2005    | 7      | 1       |
| 2006    | 12     | 6       |
| 2007    | 4      | 0       |
| 2008    | 10     | 5       |
| 2009    | 8      | 2       |
| 2010    | 11     | 5       |
| 2011    | 9      | 6       |
| 2012    | 10     | 6       |
| 2013    | 10     | 10      |
| 2014    | 15     | 8       |
| 2015    | 5      | 1       |
| 2016    | 0      | 0       |
| 2017    | 1      | 0       |
| المجموع | 102    | 50      |

## الإنجازات

### النادي
فاينورد
- الدوري الأوروبي (1): 2001–02

 أرسنال
- كأس الاتحاد الإنجليزي (1): 2004–05 [9]
- درع الاتحاد الإنجليزي (1): 2004 [10]

 مانشستر يونايتد
- الدوري الإنجليزي (1): 2012–13[11]
- درع الاتحاد الإنجليزي (1): 2013 [12]

### المنتخب
هولندا
- كأس العالم الوصيف (1): 2010[13]
- كأس العالم المركز الثالث (1): 2014[14]

## روابط خارجية
- روبين فان بيرسي على موقع IMDb (الإنجليزية)
- روبين فان بيرسي على موقع إن إن دي بي (الإنجليزية)
- روبين فان بيرسي على موقع قاعدة بيانات الفيلم (الإنجليزية)
- روبين فان بيرسي على موقع الاتحاد الدولي (مؤرشف)  (الإنجليزية)
- روبين فان بيرسي على موقع الاتحاد الأوربي (الإنجليزية)
- روبين فان بيرسي على موقع اتحاد تركيا (لاعب) (الإنجليزية)
- روبين فان بيرسي على موقع قاعدة بيانات كرة القدم.إي يو (الإنجليزية)
- روبين فان بيرسي على موقع ليكيب (الفرنسية)
- روبين فان بيرسي على موقع ناشيونال فوتبول تيمز (الإنجليزية)
- روبين فان بيرسي على موقع Soccerbase.com (لاعب) (الإنجليزية)
- روبين فان بيرسي على موقع Soccerway.com (الإنجليزية)
- روبين فان بيرسي على موقع عالم كرة القدم.نت (الإنجليزية)
- روبين فان بيرسي على موقع AS.com (الإسبانية)